# Pediobius pullipes
Pediobius pullipes är en stekelart som beskrevs av Christer Hansson 2002. Pediobius pullipes ingår i släktet Pediobius och familjen finglanssteklar.
Artens utbredningsområde är Costa Rica. Inga underarter finns listade i Catalogue of Life.